# Maen Florin

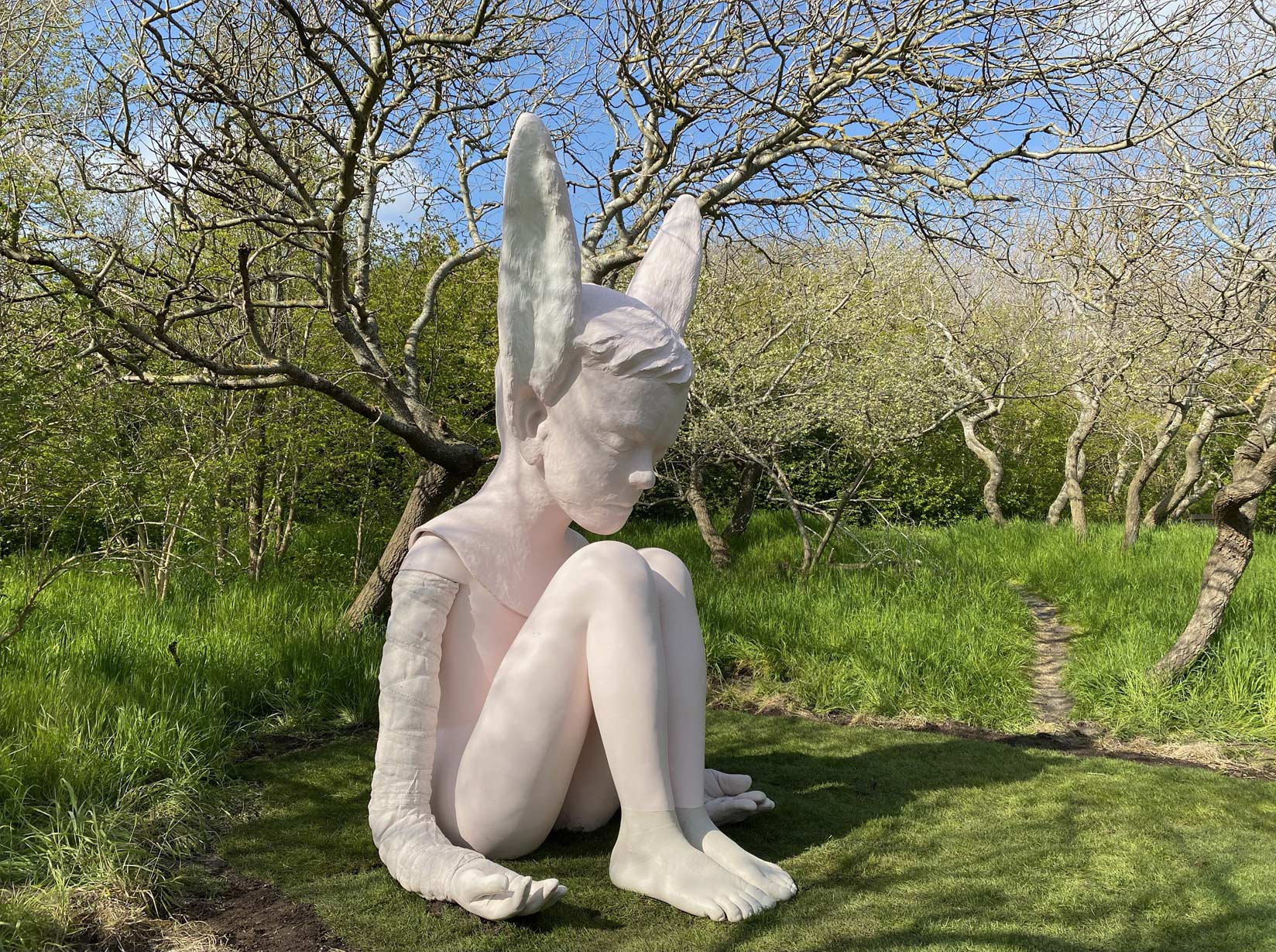
Benjamin, Beaufort 2021, De Haan (Belgium)

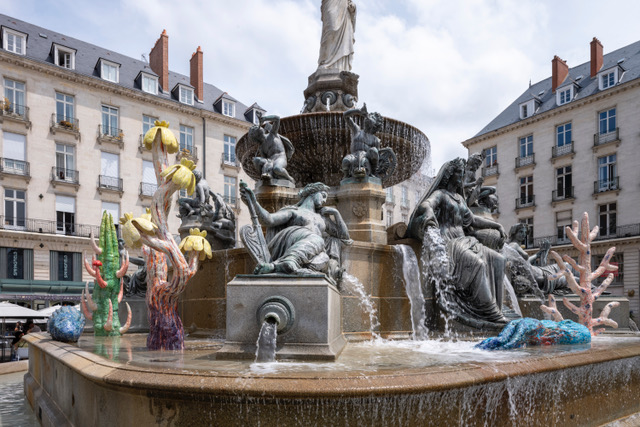
Pacific - Maen Florin, Nantes

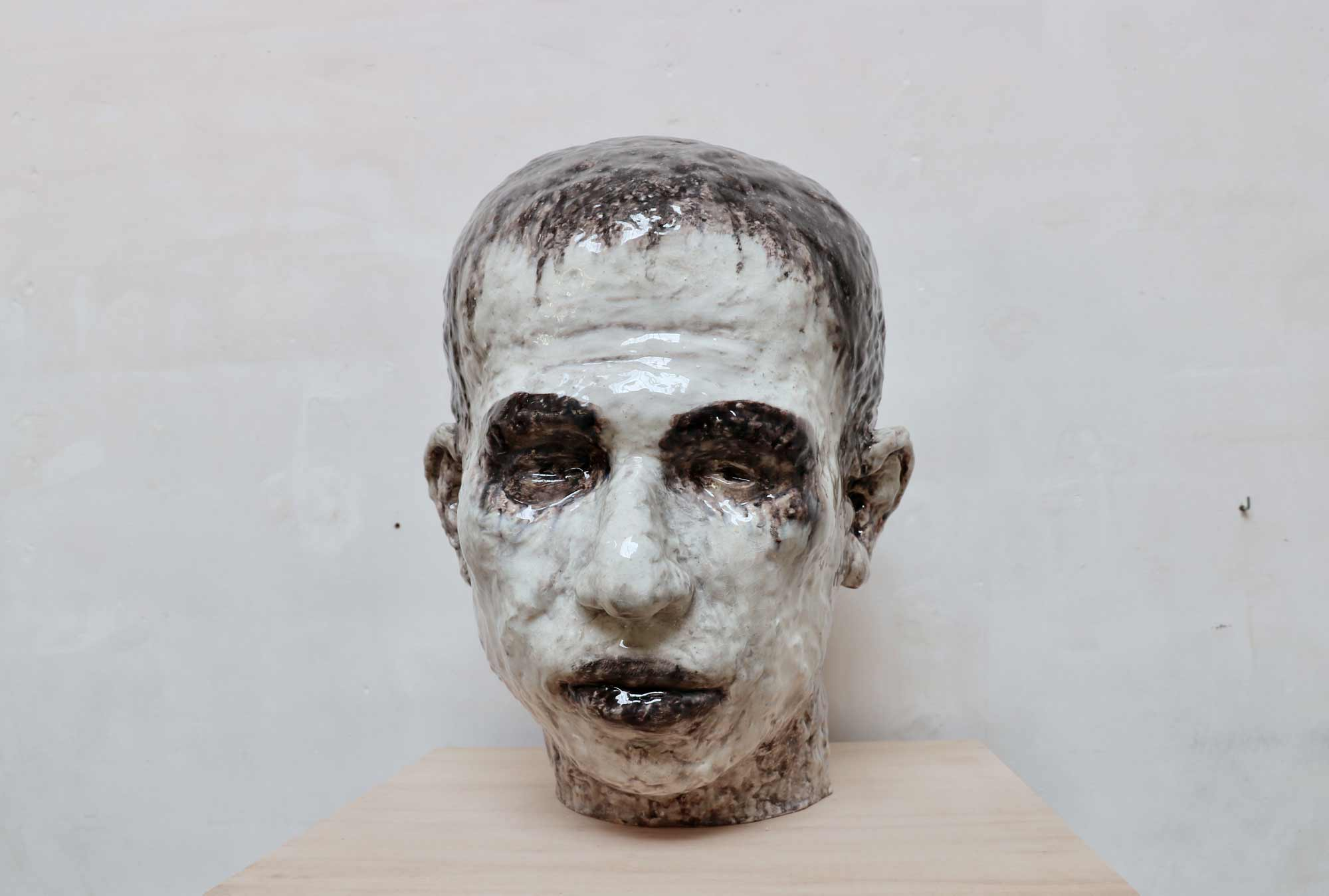
Blue and blind Maen Florin

Maen Florin (Kleine-Brogel, 1954) is een Belgische kunstenares. Ze woont en werkt in Schelderode bij Gent.

## Bio
Maen Florin studeerde beeldhouwkunst aan de Koninklijke Academie van Antwerpen, aan de Sint Lucas Hogeschool en aan de Koninklijke Academie in Gent.

## Werk
Haar vroegste werk heeft een uitgesproken ruwe huid en bestaat vooral uit gips. De sculpturen zijn dikwijls beschilderd, waarbij de kleur wordt gebruikt om de expressie te versterken.
Gaandeweg hebben de uitbundige sculpturen plaats gemaakt voor meer verstilde beelden, verschijningen die meer in zichzelf gekeerd zijn. Ze lijken aan te sluiten bij de traditie van het "unheimliche". Ze duiken op als getuigen van wat aanwezig maar ongrijpbaar is.
De beelden in de reeks "Commedia" tonen ambivalente expressies van verdriet, meditatie of introspectie. Florin tracht diepere gevoelens te vatten in de uitdrukking op een gezicht. De toeschouwer kan zijn eigen emoties herkennen in het beeld en dat scherpt een vreemde, bijna menselijke band.
Sinds 2015 maakt Maen Florin steeds meer koppen in keramiek. De hoofden zijn geen portretten maar eerder archetypes. Ze herinneren aan de kunstgeschiedenis en/of spiegelen de wereld. Ze worden groter dan levensecht rechtstreeks in de klei vormgegeven en met glazuur beschilderd

## Tentoonstellingen (selectie)
- Haar eerste solotentoonstelling heeft Maen Florin in Galerie Polynero in Antwerpen 1986. In datzelfde jaar werd ze uitgenodigd enkele bronzen te tonen op de tentoonstelling HEBE 86/Beelden uit Vlaanderen en Zuid-Nederland op het landgoed De Mattemburgh in het Nederlandse Hoogerheide.
- In 1988 organiseerde het Ministerie van de Vlaamse Gemeenschap een tentoonstelling gewijd aan werk van Maen Florin in het Internationaal Cultureel Centrum (ICC) in Antwerpen. Tegelijk verscheen een publicatie met een tekst door Jan Hoet. Hoet nam ook werk van haar op in de tentoonstelling "Confrontatie & Confrontatie"’ in het Museum voor Hedendaagse kunst in Gent.
- Maen Florin werd geselecteerd voor de tentoonstelling Antwerpen-Haarlem in 1990. Haar Landschap, een bronzen knotwilg met de schaduw van een cipres, kreeg een blijvende plaats op het Nieuwe Kerksplein.
- In 2011 exposeerde Maen Florin een reeks nieuwe beelden in het Caermersklooster in Gent onder de titel Do not look. In de oude kapel plaatste ze verschillende figuren (poppen) op een soort catwalk. Bij de ingang van de tentoonstelling stond de kolossale grote kop (Big Pink Head) die later een definitieve plek kreeg op het Jan Frans Willemsplein in Eeklo.
- In Silent Conversation (expo die in 2013 in Hasselt plaatsvond), bevolkte ze de grote ruimte van het Cultuurcentrum met vele van haar 'figuren'.
- Tussen 2014 en 2016 reisden een aantal werken van de kunstenares mee met Rasa, een project voor jongeren over identiteit en interactie met de andere.
- Maen Florin werd laureate van de Europese Triënnale voor Keramiek en glas in 2016.
- Op het kunstenfestival Watou2016 / over de kracht van mededogen, kreeg ze voor haar beelden de kamers van de eerste verdieping van het festivalhuis ter beschikking.
- In de herfst van 2017 toont ze haar werk in het MU KA, INBOX waar haar nieuw boek Maen Florin / Sculptures gepresenteerd wordt.
- In 2018 realiseerde Maen Florin acht grote koppen in keramiek tijdens een verblijf in het EKWC (Europees Keramisch WerkCentrum) in het Nederlandse Oisterwijk.
- In 2018 toont ze (in samenwerking met Kunst in Huis) een jaar lang een aantal beelden in de etalage van een historisch pand in de Arenbergstraat in Brussel.
- Een werk werd opgenomen in de tijdelijke Wunderkammer van het Museum Hof van Busleyden in Mechelen.
- In de herfst van 2018 stelde ze enkele grote koppen in keramiek tentoon in het park Ter Beuken in Lokeren. Naar aanleiding van deze tentoonstelling verscheen het boek Maen Florin ILLUSION.
- In 2020-2021 brengt Maen Florin haar solo tentoonstelling Playing at being Human in De Garage met nieuw werk en in het Museum Hof van Busleyden en de Sint-Janskerk te Mechelen.
- Voor de kunsttriënnale Beaufort 21 maakt Maen Florin een blijvend werk, Benjamin. Het is een groot, in het roze beschilderd bronzen beeld van een fragiele jongen met ezelsoren. Hij zit met opgetrokken knieën, de handen open, in een boszone in het Albertpark in Wenduine.
- In 2022 neemt Maen Florin deel aan het Kunstenfestival Aardenburg (NL) met het nieuwe werk The hidden garden of delight, Ook op de groepstentoonstelling Teen Spirit - Adolescence et Art Contemporain in BPS Charleroi wordt haar werk getoond. Op de Biennale d'art contemporain du Parc d'Enghien (Miroirs 4 / Par Enchantement) kiezen curatoren Myriam Louyest en Christophe Veys voor een selectie van nieuw en ouder werk van Maen Florin.
- In 2023 trekt Maen Florin naar Nantes, Frankrijk met haar projecten Pacific (21 monumentale sculpturen in keramiek) en Commedia (grote koppen). in het kader van het jaarlijkse kunstenfestival Le Voyage à Nantes. Het festival brengt een hele zomer hedendaagse kunst op openbare locaties in de stad Nantes.in november 2023 volgt Strange Paradise, een solotentoonstelling in het ISELP in Brussel.

## Monografieën en andere publicaties
- 2023 Le voyage à Nantes / PACFIC  Asid Editions, 50 p. ISBN 9789464772388
- 2020 Maen Florin Playing at being Human, Asid editions, 64 p. ISBN 978-9464079272
- 2018 Maen Florin ILLUSION, Asid editions, 112 p. ISBN 978-9090312972
- 2017 Maen Florin / Sculptures, Asid editions, 160 p. ISBN 978-9082681901
- 2016 European Triennial for Ceramics and Glass, WCC.BF, 128 p. ISBN 978-2875360274
- 2016 Kunstenfestival Watou 2016, Over de kracht van mededogen, vzw Kunst, 333 p. ISBN 978-9081741347
- 2014 KRASJ’14 / De Taag is niet de rivier die stroomt door mijn dorp, 72 p.
- 2013 Silent Conversation (Cultuurcentrum Hasselt)
- 2011 Do not look (Caermersklooster Gent), Provincie Oost-Vlaanderen, 63 p. ISBN 978-9076686424
- 2008 Openbaar Kunstbezit Vlaanderen / Door Beeldhouwers gemaakt?, Johan Pas. 40 p. WD2008/7892/II